# Franco Cardini
Franco Cardini (Firenze, 5 agosto 1940) è un medievista italiano.

## Biografia
Consegue la laurea in Lettere presso l'Università di Firenze nel 1966. Nel 1967 diventa assistente volontario di Ernesto Sestan (cattedra di storia medievale). Dal 1967 al 1971 è docente ordinario di materie letterarie nelle scuole superiori pubbliche. Dal 1971 è assistente ordinario alla cattedra di storia medievale e moderna della facoltà di Magistero dell'Università degli Studi di Firenze (professor Giorgio Spini), poi professore incaricato di storia medievale nella stessa università e, dal 1985 al 1991 professore prima straordinario quindi ordinario all'Università di Bari; nel 1989 ottiene la cattedra di Storia medievale a Firenze nella Facoltà di lettere e filosofia. Nel 1994 è chiamato a coprire la cattedra di storia medievale presso l'Istituto di Scienze Umane e Sociali adesso aggregato   alla Scuola Normale Superiore.
Dal 2012 è professore emerito nell’Istituto di Scienze Umane e Sociali (ora denominato Istituto di Scienze Umane e Sociali/SNS). Fa parte del Consiglio scientifico della Scuola Superiore di Studi Storici di San Marino. Inoltre, è Directeur d'études nell'École des Hautes Études en Sciences Sociales di Parigi e Fellow della Harvard University. Ha inoltre tenuto corsi e insegnamenti in varie università europee ed extraeuropee. Il campo di studi principale di Cardini è quello della storia dei pellegrinaggi e delle Crociate, affrontato nella prospettiva dei rapporti sociali e religiosi tra mondo cristiano e mondo musulmano. In particolare, Cardini ritiene che le crociate non siano interpretabili come uno "scontro di civiltà" o "guerra di religione", ma siano nate come  "pellegrinaggio armato" in  Terra santa e si siano evolute in un complesso sistema socio-culturale e socio-religioso esaminabile in una prospettiva eminentemente antropologica.
Dalle crociate e dai pellegrinaggi è stato per lui quasi naturale passare all'esame del mondo cavalleresco medievale, quindi alla guerra in età premoderna, infine alle ricerche su numerosi aspetti del mondo orientale; collegati a questi temi sono anche gli studi su san Francesco d'Assisi del quale Cardini ha messo in luce gli interessi cavallereschi in diversi saggi e nella monografia L'avventura di un povero cavaliere del Cristo. Frate Francesco, Dante, madonna Povertà (Laterza 2021). È stato d'altra parte appunto lo studio diacronico del fenomeno crociato a indurre Cardini ad allargare il suo campo di ricerca fino alla storia moderna e contemporanea: in ciò ha costituito per lui un impulso anche e soprattutto la serie di eventi che si sono snodati nel mondo a partire dagli anni novanta (fondamentalismo islamico, conflitti nel Vicino Oriente). Tale evoluzione è controllabile nella sua ampia produzione bibliografica dell'ultimo quarto di secolo e ha condotto nello specifico al saggio La deriva dell'Occidente (Laterza 2023) che offre un panorama importante anche sul tema delle interpretazioni generali della storia. È autore di romanzi storici di ambientazione prevalentemente medievale e di due gialli in collaborazione con Leonardo Gori.
Parallelamente all'impegno universitario, mai abbandonato, Cardini ha intrapreso dal 1958 un'attività continuativa di collaboratore a periodici e quotidiani: segnatamente presso il Secolo d'Italia (fino al 1965), Il Tempo, il Messaggero Veneto - Giornale del Friuli, La Nazione. Dal 1982 al 1994 è stato redattore del quotidiano Il Giornale Nuovo (poi semplicemente Il Giornale) chiamato direttamente a collaborare da Indro Montanelli. Dal 1985 è regolarmente iscritto all'ordine nazionale giornalisti, elenco pubblicisti. Dal luglio 1994 allo stesso mese del 1996 è stato membro del consiglio d'amministrazione della RAI. Dal 1996 al 2002 è stato membro del consiglio di amministrazione di Cinecittà sotto la presidenza di Gillo Pontecorvo e quindi di Felice Laudadio, che dal 1997 lo ha nominato membro del comitato scientifico del MystFest di Cattolica. È stato direttore editoriale del mensile della Fondazione Federico II di Palermo, L'Euromediterraneo.
Collabora frequentemente con i quotidiani Avvenire, Quotidiano Nazionale, Il Sole 24 Ore, Il Secolo XIX, Il Mattino e occasionalmente con altri quotidiani e periodici. Da gennaio 2012 è membro del comitato scientifico della rivista Eurasia. Dal maggio dello stesso anno è membro del Collegio dei Reggenti dell'Associazione Fiorentini nel Mondo. Nel luglio 2015 ha fondato Civitas Dei, un'istituzione culturale preposta alla ricerca ed alla documentazione della storia e dell'archeologia gerosolimitane e dedicata alla valorizzazione del patrimonio storico, archeologico, religioso e culturale di Gerusalemme, ospitata presso l'Opera di Santa Maria del Fiore presso la quale Civitas Dei è ospitata. Cardini ne ha assunto la carica di Presidente Onorario.
È stato membro del comitato scientifico del programma televisivo Rai 3 Il tempo e la storia dal 2013 al 2017 e in seguito in quello di Passato e presente, programma della stessa rete con replica su Rai Storia.

### Impegno e pensiero politico
Accanto all'interesse per gli studi, Cardini maturò precocemente una passione politica ispirata a fatti quali il ritorno di Trieste all'Italia (1953) e la rivolta antisovietica ungherese (1956). Tali impulsi si tradussero nell'iscrizione al Movimento Sociale Italiano e poi, dal 1965 al 1969, alla Jeune Europe, il movimento euronazionalista d'estrema destra fondato da Jean Thiriart. Riguardo a tale militanza lo stesso Cardini, in un'intervista dell'ottobre del 2021, dichiarò di non essersi pentito di nulla, nemmeno per aver fatto qualche saluto romano ; in quella stessa occasione, inoltre, ribadì la propria stima personale per Giorgia Meloni. Non ha mai nascosto la sua ammirazione anche per i rivoluzionari Ernesto Che Guevara e Fidel Castro.
A partire dagli anni settanta, ormai libero da impegni di tipo partitico, Cardini cominciò sulla scia della sua sempre più intensa attività di studioso e di docente universitario ad occuparsi di questioni internazionali e del rapporto tra "Occidente" e "Oriente". Ciò lo condusse a esprimere forti dubbi sulle posizioni politiche dell'Occidente già in rapporto alla Guerra del Vietnam, all'occupazione di Gerusalemme durante la Guerra dei sei giorni, alla guerra sovietico-afghana e, negli anni novanta, alla  prima Guerra del Golfo (1990-1991). Espresse dubbi sulla versione ufficiale fornite dalle autorità statunitensi sugli attentati dell'11 settembre 2001 e, a tal proposito, partecipò all'inchiesta Zero condotta da Giulietto Chiesa.
S'espresse pubblicamente contro la guerra in Afghanistan (iniziata nel 2001) e la guerra in Iraq (iniziata nel 2003), che reputa una aggressione unilaterale statunitense, e criticò aspramente l'atteggiamento dei massmedia nella trattazione dell'argomento: a suo parere, infatti, l'intento sarebbe quello di semplificare il campo d'analisi per polarizzare eccessivamente gli schieramenti coinvolti. Cardini aderì inoltre alla manifestazione unitaria in favore della "resistenza irachena" del 13 dicembre 2003, promossa dal campo antimperialista, manifestazione che attirò l'interesse dei media soprattutto per via della presenza di una raccolta fondi in favore delle forze irachene. Denunciò anche l'esistenza del campo di prigionia di Guantánamo come una forma di violazione delle leggi internazionali e dei diritti umani.
Tutto ciò lo ha condotto a denunciare inoltre la progressiva eclissi della dimensione pubblica e controllabile della politica che guida i popoli e le nazioni, da lui ritenuta sempre più asservita al «primato del profitto di alcune élite chiuse che monopolizzano decisioni e guadagni». Il suo crescente impegno politico lo portò poi, nel 2004, a candidarsi come sindaco alle elezioni comunali di Firenze, sostenuto dalle liste civiche Sinistra per Firenze, Iniziativa popolare per Cardini, Lega pensionati e disabili per Firenze, Sovranità popolare e Democrazia della terra. Raccolse 10.155 voti (il 4,56%).
Il 12 ottobre 2022, intervistato da Myrta Merlino alla trasmissione L'aria che tira, in merito alla guerra russo-ucraina, affermò che la responsabilità dell'imperversare del conflitto fosse del Presidente degli Stati Uniti d'America Joe Biden, il quale non aveva accettato le richieste del Presidente della Federazione Russa Vladimir Putin di sedersi ad un tavolo di trattativa; aggiunse inoltre, a dispetto della sua stima per Giorgia Meloni, che quest'ultima, in merito alle sue esternazioni atlantiste sul profilo della guerra, stava sbagliando tutto in politica estera. 
In risposta poi a una domanda sulla scelta dell'esercito russo di bombardare direttamente aree popolate da civili, lo studioso ricordò la ben più grave decisione da parte degli statunitensi di sganciare ordigni atomici sulle città giapponesi di Hiroshima e Nagasaki, che provocarono un numero assai maggiore di vittime civili . Sulla dichiarazione del Presidente ucraino Zelens'kyj al parlamento spagnolo nell'aprile 2022, in cui paragonò il massacro di Buča al bombardamento di Guernica, Cardini ebbe a commentare: «io grandi analogie fra Guernica e Bucha non ne vedo, a parte una, inquietante: oggi come allora non è chiaro ciò che è avvenuto, i dubbi sono stati sollevati anche da Toni Capuozzo. Esistono elementi di dubbio sia nel disastro di Guernica che nei fatti di Bucha.»
In occasione della ricorrenza della festa della Liberazione, il 25 aprile 2023, Cardini affermò che i soldati della Repubblica di Salò fossero «molto spesso combattenti seri, non aguzzini», cosa che gli attirò diverse critiche  dalle quali lo storico si difese parlando di volontà censoria rispetto alla libertà di opinione e precisando che le sue affermazioni non contenevano valutazioni politiche .

## Riconoscimenti
- Accademico d’Onore all'Accademia delle Arti del Disegno.[22]

### Premi
In qualità di saggista e storico, Cardini ha ricevuto diversi riconoscimenti, tra cui:
- 1990 - Premio Nazionale Rhegium Julii,[31] sezione Saggistica
- 2007 - Premio Scanno[32]
- 2007 - Premio Microfono di cristallo[33]
- 2010 - Premio Letterario Basilicata, conferito per l'opera omnia[34]
- 2018 - Premio Voci della Storia
- 2023 - Premio Passaggi (Fano)[35]
- 2023 - Premio Beato Contardo Ferrini[36]

### Onorificenze
- 2008 (28.9) - Croce d'oro dell'Ordine della Guardia d'Onore dei santi martiri Agapito ed Alessandro dall'Esarca d'Italia della Chiesa greco-ortodossa tradizionale[37]

## Opere
- 1971
  - Le crociate tra il mito e la storia, Roma, Nova Civitas.
- 1972
  - Il movimento crociato, Firenze, Sansoni, 1972, pp. 123.
- 1979
  - Magia, stregoneria, superstizioni nell'Occidente medievale, Firenze, La Nuova Italia, 1979
- 1981
  - Alle radici della cavalleria medievale, Firenze, La Nuova Italia; ristampa nel 1987; nuova edizione, Sansoni-Rizzoli, 2004.
- 1982
  - Quell'antica festa crudele. Guerra e cultura della guerra dall'età feudale alla grande rivoluzione, Firenze, Sansoni; nuova edizione, Il Saggiatore, 1987; ristampato nel 1988.
- 1983
  - I giorni del sacro. Il libro delle feste, Milano, Editoriale Nuova.
  - con S. Raveggi, Palazzi pubblici di Toscana. I centri minori, Firenze, Sansoni
- 1985
  - Il Barbarossa. Vita, trionfi e illusioni di Federico I imperatore, Milano, Mondadori; Nuova edizione, Oscar Mondadori, 1992
  - Le corti italiane del Rinascimento, (con S. Bertelli, E. Garbero Zorzi), Milano, Mondadori.
- 1986
  - Toscana, Firenze, Scala
- 1987
  - Minima mediaevalia, Firenze, Arnaud.
  - Testimone a Coblenza, Milano, Camunia.
  - Gerusalemme, la Terrasanta e l'Europa, Firenze, Giunti.
- 1989
  - Dal Medioevo alla medievistica, Genova, E.C.I.G.
  - Alta Val d'Elsa: una Toscana minore?, Firenze, Ass. Intercomunale Alta Val d'Elsa.
  - "De finibus Tusciae". Il Medioevo in Toscana, Firenze, Arnaud
  - Francesco d'Assisi, Milano, Mondadori; Oscar Mondadori, 1991,
  - Europa 1492. Ritratto di un continente Cinquecento anni fa, Milano, Rizzoli.
- 1990
  - Breve storia di Firenze, Pisa, Pacini.
  - Francesco d'Assisi. Il cantico delle creature, testo di F. C., immagini di F. Roiter
  - La festa di san Giovanni e le acque in Italia, Padova, Circolo culturale E. Jünger.
- 1991
  -  La vera storia della Lega Lombarda, Prefazione di Indro Montanelli, Collezione Le Scie, Milano, Mondadori.
  - I re magi di Benozzo a Palazzo Medici, Firenze, Arnaud
  - con G. Bertolini, Nel nome di Dio facemmo vela. Viaggio in Oriente di un pellegrino medievale, Roma-Bari, Laterza
  - con M. T. Beonio Brocchieri Fumagalli, Antiche università d'Europa, Milano, Giorgio Mondadori
  - Gerusalemme d'oro, di rame, di luce. Pellegrini, crociati, sognatori d'Oriente fra XI e XV sec., Milano, Il Saggiatore
  - La cavalcata d'Oriente, Roma, Tomo
- 1992
  - I poveri cavalieri del Cristo. Bernardo di Clairvaux e la fondazione dell'Ordine templare, Rimini, Il Cerchio
  - Finestra a Levante. Pellegrinaggi e testimonianze di uno studioso italiano nel Vicino Oriente, Rimini, Guaraldi
  - La vera storia della Lega Lombarda, Milano, Mondadori Oscar
- 1993
  - La stella e i re. Mito e storia dei magi, Firenze, Edifir
  - Dois ensaios sobre o espìrito da Europa, Sao Paulo, Companhia Illimitada
  - Livorno. Venezia in Toscana, Firenze, Giunti
  - Forces of Faith in The Roots of Western Civilisation, A Grolier Multicultural Resource, HD Communications Consultants, Hilversum, Paesi Bassi
  - "Super flumina Babilonis". Antologia delle nostre più lontane radici culturali, Rimini, Guaraldi
  - Studi sulla storia e sull'idea di crociata, Roma, Jouvence
  -  Le mura di Firenze inargentate. Letture fiorentine, Collana Prisma, Palermo, Sellerio.
- 1994
  - I colori dell'avventura. Le crociate e il regno "franco" di Gerusalemme, Rimini, Meeting
  - Le occasioni e la storia. Studi per Ferrara, Ferrara, Interbooks
  - Per una storia a tavola, Firenze, Loggia de' Lanzi
  - Noi e l'Islam, Roma-Bari, Laterza
  - Il limbo della modernità, Rimini, Guaraldi
  - Storie fiorentine, Firenze, Loggia de' Lanzi
  - (curatela) Processi alla Chiesa, Casale Monferrato (Al), Piemme
- 1995
  - L'invenzione dell'Occidente, Chieti, Solfanelli
  - Firenze. La città delle torri, dalle origini al 1333, Milano, Fenice 2000
  - Il cavallo impazzito. Una stagione di polemiche alla RAI, (con. G. Riccio), Firenze, Giunti
  - Demoni e meraviglie. Magia e stregoneria nella società medievale, Bitonto, Edizioni Raffaello
  - Il cerchio sacro dell'anno. Il libro delle Feste, Rimini, Il Cerchio
  - Scheletri nell'armadio.  Vecchie e nuove prove di terrorismo intellettuale, Firenze, Akropolis/La roccia di Erec
  - Gli ebrei. Popolo eletto e perseguitato, Firenze, Bulgarini
  - Europa anno Mille. Le radici dell'Occidente, Milano, Fenice 2000
  -  Quella antica festa crudele. Guerra e cultura della guerra dal Medioevo alla Rivoluzione francese, Collezione Le Scie, Milano, Mondadori.
  - Alla corte dei papi. Vita, arte e cultura ai giorni nostri, Milano, Mondadori
  - Viaggiar per mare nel Medioevo, nel catalogo della mostra a cura di Giordano Berti, Mari delle meraviglie... storia del viaggio marittimo in Occidente, Comacchio, 1995
- 1996
  - Il pellegrinaggio. una dimensione della vita medievale, Manziana, Vecchiarelli
  - Le stalle di Clio. Mestiere di storico, divulgazione e giornalismo, Firenze, Arnaud.
  - Il giardino d'inverno, Firenze, Camunia.
  - L'avventura dell'Islam, Firenze, Bulgarini
  - Cultura e società nella Toscana medievale. Firenze e Prato, Firenze, Loggia de' Lanzi
- 1997
  - Il Santo Graal, Firenze, Giunti, 1997, pp. 63.
  - Le radici cristiane dell'Europa. Mito, storia, prospettive, Rimini, Il Cerchio
  - L'avventura di un povero crociato. Romanzo, Milano, Mondadori; nuova ed. 1998.
  - L'acciar de' cavalieri. Studi sulla cavalleria nel mondo toscano e italico (secc. XII-XV), Firenze, Le Lettere
  - La città di Gerusalemme. Un profilo storico, in F. Cardini - N. Bux, L'anno prossimo a Gerusalemme, Cinisello Balsamo, San Paolo
- 1998
  - in collaborazione con Massimo Introvigne e Marina Montesano, Il Santo Graal, Firenze, Giunti,
  - Giovanna d'Arco, Collana Protagonisti, Firenze, Giunti
  -  Giovanna d'Arco. La vergine guerriera, Collezione Le Scie, Milano, Mondadori.
  - Carlomagno. Un Padre della Patria europea, Milano, Rusconi
  - Firenze 1973-1998. Frammenti di cronaca fiorentina alla vigilia del Duemila, Firenze, Fiorentinagas
  - Giovanni dalle Bande Nere, Forlì, Assessorato alla Cultura
- 1999
  - con Domenico Del Nero,  La crociata dei fanciulli, Firenze, Giunti.
  - Il Medioevo in Europa, Firenze, Giunti
  - Le crociate. La storia oltre il mito, Novara - Milano, De Agostini - Rizzoli
  - L'Inquisizione, Firenze, Giunti
  - con Teresa Buongiorno Il feroce Saladino e Riccardo Cuordileone'', Roma-Napoli, Laterza,  pp. VII-174.
  - La nascita dei templari. San Bernardo di Chiaravalle e la cavalleria mistica, Rimini, Il Cerchio,  Rimini
  - Europa e Islam. Storia di un malinteso, Roma-Bari, Laterza.
  - Le crociate, Firenze, Giunti
  - con Anna Benvenuti Atlante storico dei pellegrinaggi, Milano
  - Giovanna d'Arco, Milano, De Agostini-Rizzoli, 1999, pp. 95 (Medioevo-Dossier, a.2, n.3).
  - Il Saladino. Una storia di Crociati e Saraceni, Casale Monferrato, Piemme
- 2000
  - Castel del Monte, Bologna, Il Mulino, 2000, pp. 137.
  - Federico Barbarossa. Il sogno dell'impero, Milano, De Agostini-Rizzoli, (Medioevo-Dossier, a.3, n.1).
  - I segreti del Tempio, Firenze, Giunti,  2000, pp. 63.
  - Radici della stregoneria. Dalla protostoria alla cristianizzazione dell'Europa, Rimini, Il Cerchio
  - La croce, la spada, l'avventura. Introduzione alla crociata, Rimini, Il Cerchio
  - San Galgano e la spada nella roccia, n.ed., Siena, Cantagalli
  - Gli Ordini cavallereschi, Milano, De Agostini-Rizzoli,(Medioevo-Dossier, a.3, n.3).
  - I Re Magi. Storia e leggende, Venezia, Marsilio
  - con Simonetta Della Seta Il guardiano del Santo Sepolcro, Milano, Mondadori
  - Fratelli in Abramo. Breve storia parallela dell'ebraismo e dell'Islam, Rimini, Il Cerchio
  - con Michele Piccirillo e Renata Salvarani, Verso Gerusalemme, Gorle (Bergamo), Velar
  - Sole, sangue, fuoco. Note per una storia del vino come simbolo, nel catalogo della mostra La vite e il vino. Giochi di carta e carte da gioco, a cura di Giordano Berti, Torgiano, Fondazione Lungarotti
  - Il "mea culpa" della Chiesa, una discussione con Franco Cardini, in:  Gad Lerner, Crociate. Il millennio dell'odio, Milano, Rizzoli, ISBN 978-88-17-86596-8.
- 2001
  - Il ritmo della storia, Milano, Rizzoli.
  - L'intellettuale disorganico, Torino, Aragno
  - L'apogeo del Medioevo. I secoli XII-XIII, Rimini, Il Cerchio
  - in collaborazione con Gad Lerner, Martiri e assassini, Milano, Rizzoli
  - I re Magi di Benozzo a Palazzo Medici, Firenze, Mandragora
  - In Terrasanta. Pellegrini italiani tra Medioevo e prima età moderna,  Bologna, Il Mulino
  - L'Inquisizione, Santa, Romana e Universale, in collaborazione con Giordano Berti, catalogo della mostra tenuta al Castello delle Rocche di Finale Emilia (Modena)
- 2002
  - I cantori della guerra giusta, Rimini, Il Cerchio, 2002, pp. 231.
  - con Massimo Miglio, Nostalgia del Paradiso. Il giardino medievale, Roma-Bari, Laterza,  pp. VII-191.
  -  Europa. La radici cristiane, Rimini, Il Cerchio.
  - La Toscana. I borghi e i vini,  Firenze, Le Lettere
  - Atlante storico del cristianesimo, Milano, San Paolo
- 2003
  - Toscana, Firenze, Scala
  - Per essere Franco. Le rabbie di uno che non sta bene a nessuno, Rimini, Guaraldi
  - Le crociate in Terrasanta nel Medioevo, Rimini, Il Cerchio
  - Storia illustrata di Prato, Pisa, Pacini
  - Astrea e i Titani. Le lobbies americane alla conquista del mondo, Roma-Bari, Laterza
- 2004
  - con Leonardo Gori, Lo specchio nero, Milano, Hobby and Work
  - Breve storia di Prato, Pisa, Pacini
  - L'invenzione dell'Occidente, n.ed.,  Rimini, Il Cerchio
- 2005
  - con Marina Montesano, La lunga storia dell'Inquisizione. Luci e ombre della "leggenda nera", Roma, Città Nuova
  - La globalizzazione. Tra nuovo ordine e caos, Rimini, Il Cerchio
- 2006
  - con Sergio Valzania,  Le radici perdute dell'Europa. Da Carlo V ai conflitti mondiali, Postfazione di Luciano Canfora, Collana Saggi, Milano, Mondadori.
  -  Lawrence d'Arabia, Palermo, Sellerio.
  -  L'invenzione del nemico, Collana Nuovo prisma, Palermo, Sellerio.
  - Io e Te. Il cristiano e il saraceno, Fermo, Andrea Livi Editore
  - con Leonardo Gori, Il fiore d'oro, Milano, Hobby & Work
  - La fatica della libertà. Saggi degli anni difficili, Fazi, Roma
  - con Marina Montesano, Storia medievale, Firenze, Le Monnier Università
- 2007
  - Tamerlano. Il principe delle steppe De Agostini Periodici
  - Il signore della paura, romanzo, Mondadori
  - Le cento novelle contro la morte. Giovanni Boccaccio e la rifondazione cavalleresca del mondo, Roma, Salerno Editrice
  -  Francesco Giuseppe, Palermo, Sellerio.
  - La tradizione templare. Miti Segreti Misteri, Firenze, Vallecchi
  - San Michele l'arcangelo armato, Fasano, Schena Editore
  -  Il "caso Ariel Toaff". Una riconsiderazione, Milano, Medusa, 2007.
- 2009
  - Testimone del tempo. Ritorno a Coblenza, Rimini, Il Cerchio
- 2010
  -  Napoleone III, Palermo, Sellerio.
  - 7 dicembre 374. Ambrogio vescovo di Milano, in I giorni di Milano, Roma-Bari, Editori Laterza, pp. 21–40.
- 2011
  -  Templari e templarismo. Storia, mito, menzogne, Rimini, Il Cerchio.
  - Cristiani perseguitati e persecutori, Roma, Salerno Editrice, ISBN 9788884027160
  - Il turco a Vienna, Roma, Laterza, I Robinson. Letture
- 2012
  -  Gerusalemme. Una storia, Collana Intersezioni, Bologna, Il Mulino.
  -  Storie di Re Artù e dei suoi cavalieri, illustrazioni di C. Mariniello, Gallucci.
- 2013
  -  L'Imperatore, il re del mondo, il cavaliere, Carta Bianca.
  -  La società medievale, Milano, Jaca Book.
  - Arianna infida. Bugie del nostro tempo, Milano, Medusa Edizioni
- 2014
  -  La Scintilla. Da Tripoli a Sarajevo: come l'Italia provocò la prima guerra mondiale, con Sergio Valzania, Collezione Le Scie, Milano, Mondadori.
  -  Alle origini della cavalleria medievale, Introduzione di Alessandro Barbero, Prefazione di Jean Flori, Collezione di Testi e di Studi, Bologna, Il Mulino.
  - Incontri (e scontri) mediterranei. Il Mediterraneo come spazio di contatto tra culture e religioni diverse, Roma, Salerno Editrice
  - Il grande blu. Il Mediterraneo, mare di tesori. Avventure, sogni, commerci, battaglie, Roma, Salerno Editrice
  - L'appetito dell'imperatore. Storie e sapori segreti della Storia, Milano, Mondadori
  -  Istanbul. Seduttrice, conquistatrice, sovrana, Collana Intersezioni, Bologna, Il Mulino.
  -  I tre saggi e la stella. Mito e realtà dei Re Magi, Rimini, Il Cerchio.
- 2015
  - La Sindone di Torino oltre il pregiudizio. La storia, la reliquia, l'enigma, Milano, Medusa Edizioni
  - L'ipocrisia dell'Occidente. Il Califfo, il terrore e la storia, Roma-Bari, Laterza
  - Arte gradita agli dèi immortali. La magia tra mondo antico e Rinascimento, Torino, Yume
  -  Andare per le Gerusalemme d'Italia, Bologna, Il Mulino.
  -  Un uomo di nome Francesco. La proposta cristiana del frate di Assisi e la risposta rivoluzionaria del papa che viene dalla fine del mondo, Collana Saggi, Milano, Mondadori.
  -  La bottega del professore, Padova, libreriauniversitaria.it.
- 2016
  -  Il Califfato e l'Europa. Dalle crociate all'ISIS: mille anni di paci e guerre, scambi, alleanze e massacri, Novara, De Agostini.
  -  "L'Islam è una minaccia". Falso!, Roma-Bari, Laterza.
  -  Contro Ambrogio. Una sublime, tormentosa grandezza, Roma, Salerno.
  -  Onore, Bologna, Il Mulino.
  -  L'iphone e il paradiso di Allah, Roma, Castelvecchi.
  -  Lo specchio e l'alibi. Pagine di storia e d'altro, Collana La diagonale, Palermo, Sellerio.
  -  La «Regola» dei Templari, Rimini, Il Cerchio.
  -  Samarcanda. Un sogno color turchese, Bologna, Il Mulino.
  -  I giorni del sacro. I riti e le feste del calendario dall'antichità a oggi, Novara, UTET.
- 2017
  -  Attilio Mordini. Il maestro dei segni, con Maria Caterina Camici, Prefazione di Adolfo Morganti, Il Cerchio.
  -  Cassiodoro il Grande. Roma, i barbari e il monachesimo, Milano, Jaca Book.
  -  Il signore della paura. Tre cavalieri verso la Samarcanda di Tamerlano, Firenze, Giunti.
  -  Europa, Europae. Storia, mito, utopia, illusione, Il Cerchio.
  -  Dunkerque. 26 maggio-4 giugno 1940: storia dell'Operazione Dynamo, con Sergio Valzania, Collezione Le Scie, Mondadori.
  -  Da "Oriente" a "Occidente". Islam, Europa, Stati Uniti, Algra.
  -  Gesù, la falce, il martello, Viareggio, La Vela.
  -  La via della seta. Una storia millenaria tra Oriente e Occidente, con Alessandro Vanoli, Collana Intersezioni, Bologna, Il Mulino.
  -  La Congiura. Potere e vendetta nella Firenze dei Medici, con Barbara Frale, Collana I Robinson.Letture, Roma-Bari, Laterza.
  -  I Re Magi. Leggenda cristiana e mito pagano tra Oriente e Occidente. Nuova edizione, Collana I nodi, Venezia, Marsilio.